# Heroes of the Wild
Heroes of the Wild foi um seriado estadunidense de 1927, gênero Western, dirigido por Harry S. Webb e estrelado por Jack Hoxie, Josephine Hill, Joe Bonomo e Helen Gibson. Foi produzido e distribuído pela Mascot Pictures Corporation, e atualmente é considerado perdido. Veiculou nos cinemas estadunidenses de 1 de novembro de 1927 a 3 de janeiro de 1928.

## Sinopse
Em uma marca na perna de um cavalo chamado “The Ghost of the Gauchos”, está o segredo para a fortuna de uma jovem; tal fortuna, porém, também é ambicionada pelo tio da moça, que tentará roubá-la.

## Elenco
- Jack Hoxie - Jack Hale
- Josephine Hill - Selma Sanderson
- Joe Bonomo - John Kemp
- Tornado the Dog - Tornado
- White Fury - White Fury
- Linda Loredo - Carmen
- Jay J. Bryan - Winslow
- Emily Gerdes - Myra
- Helen Gibson - Julia
- Roy Kraft

## Capítulos
1. Heroes of the Wild
2. Sword to Sword
3. The Plunge of Peril
4. The Slide of Life
5. The Trap of Death
6. The Flaming Fiend
7. The Clutching Hand
8. The Broken Cable
9. The Fatal Arrow
10. The Crown of the Incas

Fonte:

## White Fury
O cavalo White Fury foi usado em dois seriados da era muda, pela Mascot Pictures, em 1927: The Golden Stallion (em janeiro de 1927) e Heroes of the Wild. Na divulgação do filme, o cavalo era creditado e anunciado como “King of the Horses”. Boyd Magers, em Reviews and Observations on Silent Westerns, questiona ser o mesmo cavalo nos dois filmes.